# Paolo di Sangro (militare)
Paolo di Sangro (Napoli, 30 giugno 1820 – Gaeta, 5 febbraio 1861) è stato un militare italiano, ufficiale dell'esercito delle Due Sicilie ed accademico dell'Arcadia.

## Biografia

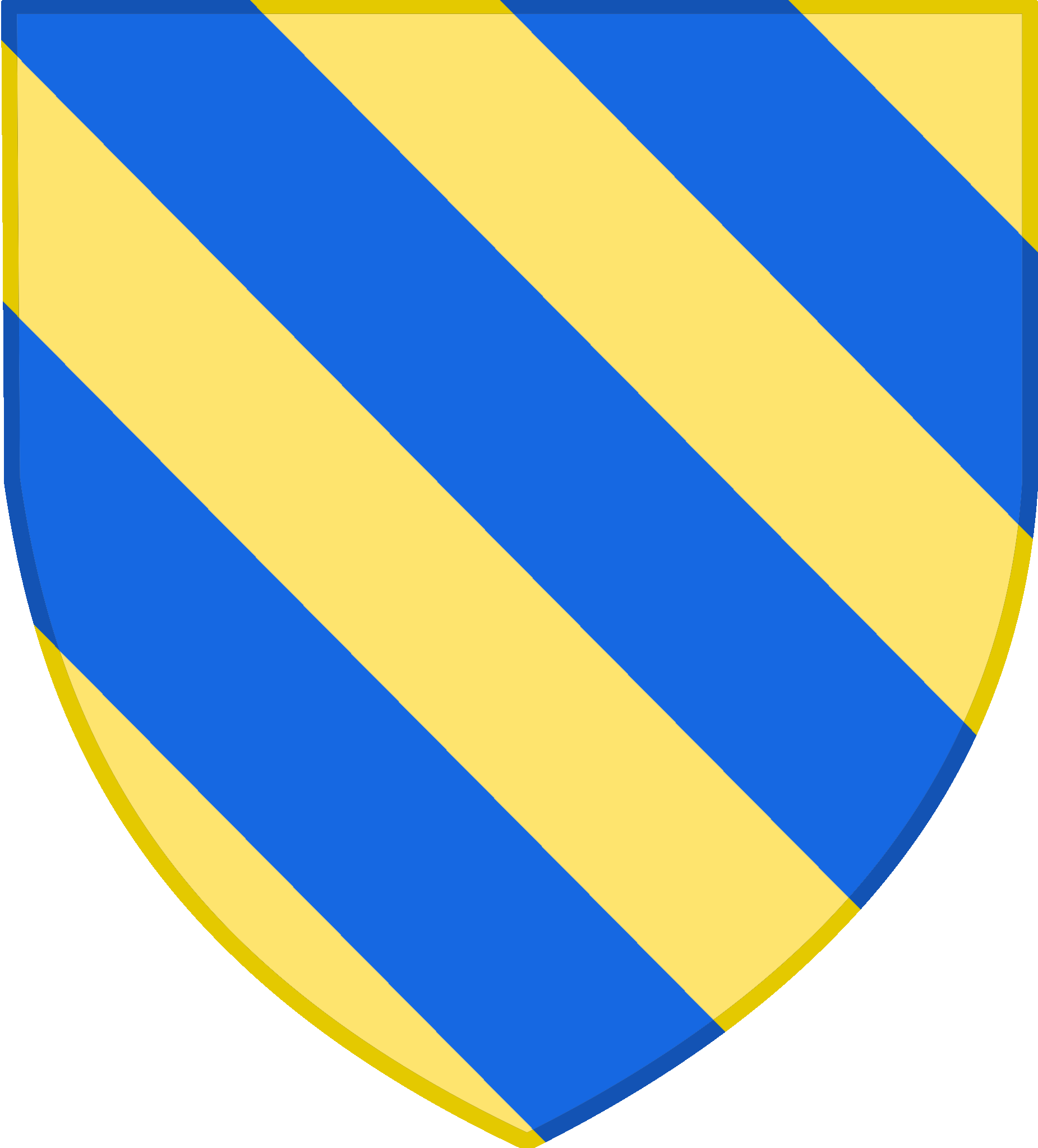
Stemma della famiglia di Sangro

Nipote del celebre Raimondo di Sangro, principe di San Severo, ideatore della Cappella Sansevero di Napoli, Paolo di Sangro era il figlio di Gianfrancesco e della sua terza moglie Maria Giuseppa Calà Lanzina-Ulloa dei duchi di Lauria. Fu uno strenuo guerriero borbonico: un bombardamento dell'esercito sabaudo provocò l'esplosione di munizioni e polvere da sparo, che uccise, insieme al di Sangro, pure il generale Francesco Gaetano Traversa durante l'assedio di Gaeta.